# NGC 7733
NGC 7733 is een balkspiraalstelsel in het sterrenbeeld Toekan. Het hemelobject werd op 2 november 1834 ontdekt door de Britse astronoom John Herschel.

## Synoniemen
- ESO 110-22
- ESO 78-1
- AM 2339-661
- PGC 72177